# شب هویج‌های جاندار
شب هویج‌های جاندار (انگلیسی: Night of the Living Carrots) یک پویانمایی کوتاه است که در سال ۲۰۱۱ منتشر شد. از بازیگران آن می‌توان به ست روگن، هیو لوری، و کیفر ساترلند اشاره کرد.